# La venda
"La venda" é uma canção do cantor catalão Miki Núñez, lançada como single em 7 de março de 2019. A canção representou a Espanha no Eurovision Song Contest do mesmo ano, em Tel Aviv.

## Videoclipe
O videoclipe da canção, dirigido por Adrià Pujol e Fèlix Cortés, foi filmado em 13 de fevereiro de 2019 no mercado antigo de Mercantic, em Sant Cugat del Vallès, e lançado em 7 de março de 2019.

## Performances
Miki apresentou a música ao vivo pela primeira vez no Gala Eurovisión do programa Operación Triunfo em 20 de janeiro de 2019, onde foi selecionado para representar a Espanha no Festival Eurovisão da Canção daquele ano. Após algumas apresentações prévias em "Eurovision parties", ele performou a música ao vivo na final do Eurovision no Expo Tel Aviv, em Israel, em 18 de maio de 2019, sendo a última apresentação da noite.

## Paradas
| Parada (2019)        | Posição |
| -------------------- | ------- |
| Espanha (PROMUSICAE) | 13      |